# 鹈足青螺
鹈足青螺（学名：Patelloida saccharina）是一種屬於莲花青螺科拟帽贝属的笠貝海螺。舊屬原始腹足目，今屬笠形腹足支序。

## 亞種
根據WoRMS，本物種有兩個亞種：
- Patelloida saccharina lanx (Reeve, 1855)
- Patelloida saccharina stella (Lesson, 1831)

## 簡述
殼呈多邊星形，長約15 mm 到 50 mm。殼表多為黃褐色，色澤多變化，亦見由灰褐色和淡白色斑複雜分佈。殼內略帶青色珍珠質，頂端顏色為褐色，周緣具褐色白色交替之環帶。

## 分佈
本物種廣泛分佈於印度太平洋區，主要分布于马来西亚、韩国、中国大陆、台湾、日本及西南太平洋的澳大利亞（北領地、昆士蘭及西澳州），亦見於坦桑尼亞、馬達加斯加、紅海。
常栖息在潮间带岩石上。

## 寄生蟲
本物種已知有一種寄生蟲：Nippoparasitus unoashicola Uyeno, Ogasaka & Nagasawa, 2016，是一種外寄生蟲。

## 外部連結
- . Gastropods.com.   [2017-01-07]. （原始内容存档于2017-05-23）.